# Riscossione Sicilia
Riscossione Sicilia (ex Serit Sicilia), si occupava della riscossione dei tributi in Sicilia.
Dalla fine del 2012 sostituisce la Serit Sicilia S.p.A. – Agente della riscossione per le province siciliane. Il decreto "Sostegni-bis" dispone, con decorrenza 30 settembre 2021, lo scioglimento della società Riscossione Sicilia Spa e affida, a partire dal 1º ottobre 2021, l'esercizio delle funzioni dell'attività di riscossione nella Regione siciliana all'Agenzia delle entrate che lo svolge tramite Agenzia delle entrate-Riscossione. 
Riscossione Sicilia non faceva parte del Gruppo Equitalia in quanto il pacchetto azionario di maggioranza era detenuto dalla Regione Siciliana (99,885%) e solo lo 0,115% da Equitalia S.p.A.
In ogni caso l'attività di Riscossione Sicilia S.p.A. era vincolata o comunque orientata alla normativa nazionale di riferimento. Il Presidente del Consiglio di Amministrazione era il Cav. di Gran Croce OMRI Avv. Prof. Vito Branca, Il Vice Presidente è il Dott. Ettore Falcone, il Consigliere è la Dott.ssa Ketty Favazzo